# Mantoida maya
Mantoida maya – gatunek modliszek z rodziny Mantoididae.
Gatunek ten został opisany w 1894 roku przez Henriego de Saussure i Leo Zehntnera.
Niewielka modliszka o ciele długości około 30 mm i prawie kwadratowym przedpleczu o długości zbliżonej do szerokości.
Osobniki dorosłe spotyka się od czerwca do września w otwartych borach sosnowych i zakrzewieniach.
Gatunek znany ze Stanów Zjednoczonych (w tym Florydy) i Meksyku.